# Pleuretra alpium
Pleuretra alpium är en hjuldjursart som först beskrevs av Ehrenberg 1853.  Pleuretra alpium ingår i släktet Pleuretra och familjen Philodinidae. Inga underarter finns listade i Catalogue of Life.